# Anthony Braxton

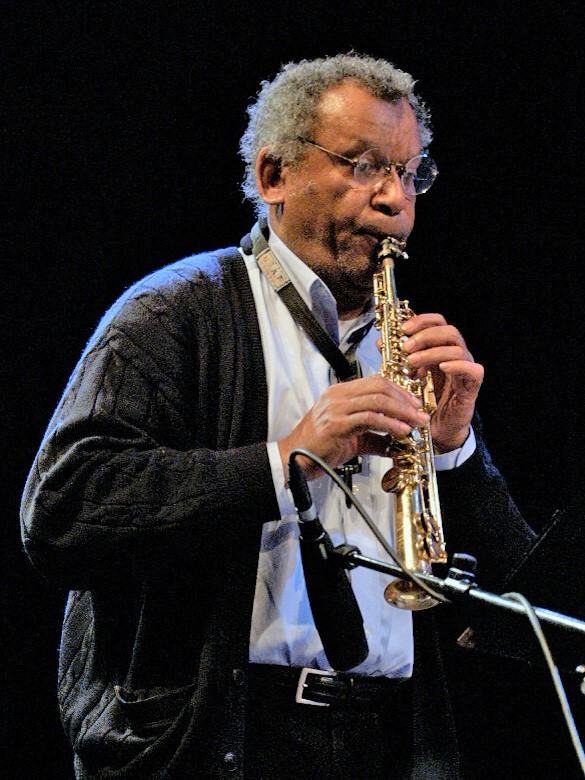
Anthony Braxton

Anthony Braxton (Chicago, 4 juni 1945) is een Amerikaans componist, multi-rietblazer en pianist. Zijn oeuvre omvat een grote hoeveelheid complex werk. Hij componeerde honderden stukken, maar schreef ook duizenden bladzijden over muziektheorie en -filosofie. 
Veel van Braxtons muziek is jazz-georiënteerd, maar hij is ook actief in vrije improvisatie, orkestmuziek en opera.
Hij gebruikt een brede waaier aan houtblaasinstrumenten,  zoals de sopraninosaxofoon, sopraansaxofoon, altsaxofoon in Es en F, baritonsaxofoon, bassaxofoon, en de contrabassaxofoon; ook gebruikt hij de Es-, Bes-, en de contrabasklarinet en de fluit.
Braxton was in 1968 de eerste die een lange solo-improvisatie op plaat uitbracht. De dubbel-lp heet For Alto.
Braxton speelt en componeert muziek in allerlei combinaties - van duo's tot tentetten en groter.  Hij schreef solomuziek, maar net zo goed ensemblemuziek, en scores voor groot orkest, en zelfs voor 4 orkesten tegelijkertijd.
Zijn invloeden zijn naast jazz (en dan specifiek saxofonisten als Warne Marsh, John Coltrane, Paul Desmond, en Eric Dolphy) ook avant-gardisten als Karlheinz Stockhausen en John Cage. In het begin van zijn carrière was Braxton ook betrokken bij het AACM, 'The Association for the Advancement of Creative Musicians', een muzikantenorganisatie gesticht in Chicago.
Doorheen de jaren speelde Braxton met een verscheidenheid aan musici, zoals Dave Holland, Max Roach, Mal Waldron, Dave Douglas, Derek Bailey, Chick Corea, Ornette Coleman, Marilyn Crispell, Kenny Wheeler, Ray Anderson, Dave Brubeck, Lee Konitz, Peter Brötzmann, Evan Parker, Wadada Leo Smith, Leroy Jenkins, Willem Breuker, George Lewis, Muhal Richard Abrams, Steve Lacy, Roscoe Mitchell, Pat Metheny, Andrew Cyrille, Wolf Eyes, Misha Mengelberg, Chris Dahlgren en vele, vele anderen.
Braxton studeerde filosofie aan de Roosevelt universiteit.  Hij gaf ook les op Mills College. In 1990 werd Braxton benoemd tot Professor of Music aan de Wesleyan-university in Connecticut.  Hij is er tevens voorzitter van de muziekfaculteit. In 1994 kreeg hij de prestigieuze MacArthur Fellowship-prijs.
Zijn albums komen uit op een verscheidenheid van labels, zoals Leo Records, New Braxton House Records, Hat Hut Records, Emanem, Delmark, Black Saint, Arista, enz.
Een van zijn kinderen, Tyondai Braxton, is ook professioneel muzikant & gitaarspeler.

## Gedeeltelijke discografie
- 1968 	 Three Compositions of New Jazz
- 1968 	 For Alto
- 1969 	 Anthony Braxton [Affinity]
- 1971 	 Together Alone	 	Delmark
- 1971   Circle: Paris Concert [live]
- 1972 	 Saxaphone Improvisations, Series F
- 1972 	 Town Hall (1972) [live]
- 1974 	 In the Tradition, Vol. 1
- 1974 	 In the Tradition, Vol. 2
- 1974 	 Quartet Live at Moers New Jazz Festival
- 1974 	 Duo, Vols. 1 and 2
- 1974 	 First Duo Concert [live]
- 1974 	 Trio and Duet	Sackville
- 1974 	 New York, Fall 1974
- 1974 	 Live at Wigmor
- 1975 	 Five Pieces (1975)
- 1975 	 Anthony Braxton Live
- 1975 	 The Montreux/Berlin Concerts [live]
- 1975 	 Live
- 1976 	 Creative Orchestra Music (1976)
- 1976 	 Elements of Surprise: Braxton/Lewis Duo
- 1976 	 Duets (1976)
- 1976 	 Donaueschingen (Duo) 1976
- 1976 	 Quartet (Dortmund) 1976 [live]
- 1976 	 Solo: Live at Moers Festival
- 1977 	 Four Compositions (1973)
- 1978 	 Creative Orchestra (Koln) 1978
- 1978 	 For Four Orchestras
- 1978 	 Alto Saxophone Improvisations (1979)
- 1978 	 Birth and Rebirth
- 1978 	 NW5-9M4: For Trio
- 1979 	 Performance (9-1-1979) [live]
- 1979 	 With Robert Schumann String Quartet
- 1979 	 Seven Compositions (1978)
- 1980 	 For Two Pianos
- 1980 	 The Coventry Concert [live]
- 1981 	 Composition No. 96
- 1981 	 Six Compositions: Quartet
- 1982 	 Open Aspects (Duo) 1982
- 1982 	 Four Compositions (Solo, Duo & Trio)
- 1982    Six Duets (1982)
- 1983    Four Compositions (Quartet) 1983
- 1983    Composition No. 113
- 1984    Prag (Quartet-1984) [live]
- 1985    Seven Standards (1985), Vol. 2
- 1985    London (Quartet-1985) [live]
- 1985    Seven Standards (1985), Vol. 1
- 1985    Quartet (London) 1985 [live]
- 1985    Six Compositoins (Quartet) 1984
- 1986    Five Compositions (Quartet), 1986
- 1986    Moment Précieux [live]
- 1987    Six Monk's Compositions (1987)
- 1987    ... If My Memory Serves Me Right
- 1988    19 (Solo) Compositions (1988)
- 1988    Victoriaville 1988 [live]
- 1988    2 Compositions (Jarvenpaa) 1988, Ensemble
- 1988    Voigt Kol Nidre
- 1988    The Aggregate
- 1988    London Solo (1988)
- 1989    Eugene (1989)
- 1989    Seven Compositions (Trio) 1989
- 1989    Vancouver Duets (1989)
- 1989    2 Compositions (Ensemble) 1989/1991
- 1989    Eight (+3) Tristano Compositions, 1989
- 1991    8 Duets: Hamburg 1991
- 1991    Duo (Amsterdam) 1991 [live]
- 1991    Composition No. 107 (Excerpt, 1982)/In CDCM
- 1991    Composition No. 98
- 1992    Wesleyan (12 Altosolos) 1992
- 1992    Willisau (Quartet) 1991[Pt. 2] [live]
- 1992    Composition No. 165 (For 18 Instruments)
- 1992    (Victoriaville) 1992 [live]
- 1993    Duets (1993)
- 1993    9 Standards (Quartet) 1993 [live]
- 1993    Trio (London) 1993 [live]      Leo
- 1993    Twelve Compositions: Oakland, July 1993
- 1993    Quartet (Santa Cruz) 1993 [live]
- 1993    Charlie Parker Project 1993
- 1993    Duo (Leipzig) 1993
- 1993    Duo (London) 1993
- 1994    Composition No. 174: For Ten Percussionists
- 1994    Small Ensemble Music (Wesleyan) 1994 [live]
- 1994    Duo (Wesleyan) 1994
- 1994    Knitting Factory (Piano/Quartet) 1994, Vol. 2 [live]
- 1995    11 Compositions
- 1995    10 Compositions (Duet) 1995
- 1995    Performance Quartet
- 1995    Octet (New York) 1995
- 1995    Solo Piano (Standards) 1995
- 1995    Two Lines              Lovely Music
- 1995    Knitting Factory (Piano/Quartet) 1994, Vol. 1 [live]
- 1995    Four Compositions (Quartet) 1995
- 1995    Seven Standards 1995
- 1996    Composition No. 192
- 1996    Composition No. 193 [live]
- 1996    Tentet (New York) 1996 [live]
- 1996    Live at Merkin Hall
- 1996    14 Compositions (Traditional) 1996
- 1996    Composition No. 102: For Orchestra & Puppet Theatre
- 1996    Sextet (Istanbul) 1996
- 1996    Composition No. 173
- 1997    Silence/Time Zones
- 1997    Amsterdam 1991 [live]
- 1997    4 Compositions (Quartet) 1995
- 1998    Compositions No. 10 & No. 16 (+101)
- 1999    Duets (1987)
- 1999    4 Compositions (Washington D.C.) 1998
- 2000    Composition No. 94:
- 2000    Quintet (Basel) 1977 [live]
- 2000    Ten Compositions (Quartet) 2000
- 2000    Nine Compositions (Hill) 2000
- 2001    Compositions/Improvisations 2000
- 2001    Composition No. 247
- 2001    Composition No. 169 + (186 + 206 + 214)
- 2001    Four Compositions (GTM) 2000
- 2001    8 Compositions (Quintet) 2001
- 2002    This Time
- 2002    (Coventry) 1985 [live]
- 2002    (Birmingham) 1985
- 2002    Duets [Wesleyan] 2002
- 2002    8 Standards (Wesleyan 2001) [live]
- 2002    Solo (Koln) 1978
- 2002    Ninetet (Yoshi's) 1997, Vol. 1
- 2003    Four Compositions (GTM) 2000
- 2003 	 Two Compositions (Trio) 1998 [live]
- 2003 	 Solo (Milano) 1979, Vol. 1 [live]
- 2003 	 Anthony Braxton [2003]
- 2003 	 Ninetet (Yoshi's) 1997, Vol. 2 [live]
- 2003 	 Solo (NYC) 2002 [live]
- 2005    Quintet (London) 2004 Live at the Royal Festival Hall
- 2006    Compositions 175 & 126 (for Four Vocalists And Constructed Environment) [with The Creative Jazz Orchestra]
- 2006    Sextet (Victoriaville) 2005

## Gedeeltelijke bibliografie
- Braxton, Anthony - Triaxium Writings Volumes 1-3 - 1985.
- Braxton, Anthony - Composition Notes A-E - 1988.
- Ford, Alun - Anthony Braxton (Creative Music Continuum) - Stride, 2004.
- Heffley, Mike - The Music Of Anthony Braxton - Greenwood, 1996.
- Lock, Graham - Forces in Motion: The Music and Thoughts of Anthony Braxton - Da Capo, 1989.
- Lock, Graham - Mixtery (A Festschrift For Anthony Braxton) - Stride,  1995.
- Lock, Graham - Blutopia: Visions of the Future and Revisions of the Past in the Work of Sun Ra, Duke Ellington, and Anthony Braxton - Duke University, 2000.
- Radano, Ronald Michael - New Musical Figurations (Anthony Braxton's Cultural Critique) - University of Chicago, 1994.
- Wilson, Peter Niklas - Anthony Braxton. Sein Leben. Seine Musik. Seine Schallplatten. - Oreos, 1993.